# 19 juin 1974
Le mercredi 19 juin 1974 est le 170e jour de l'année 1974.

## Naissances
- Abdel Sattar Sabry, joueur de basket-ball égyptien
- Doug Mientkiewicz, joueur américain de baseball
- Foumalade, rappeur sénégalais
- Jennifer Siebel, actrice  américaine
- Josep María Abarca, joueur de water-polo espagnol
- Laetitia Barlerin, journaliste française
- Sandra Golpe, journaliste et animatrice espagnole de télévision
- Wellington Sánchez, joueur de football équatorien

## Décès
- Jean Wahl (né le 25 mai 1888), philosophe français
- Marcel Demonque (né le 12 mars 1900), ingénieur civil des Mines français et fut le P-DG des Ciments Lafarge